# 格普弗斯多夫
格普弗斯多夫（德語：Göpfersdorf）是德国图林根州的市镇，隶属于阿尔滕堡地区县。总面积为5.93平方千米，截至2023年12月31日总人口为220人。